# قایق اژدر افکن تی۱
قایق اژدر افکن تی۱ (به انگلیسی: Yugoslav torpedo boat T1) یک کشتی است که طول آن ۵۷٫۸ متر (۱۹۰ فوت) می‌باشد. این کشتی در سال ۱۹۱۳ ساخته شد.